# Rotation de l'œuf dur
 (janvier 2013).
La rotation de l'œuf dur est un phénomène physique contre-intuitif. En effet, lorsque mis en rotation à la vitesse d'environ 10 tours par seconde, un œuf dur se dresse à la verticale.
Les professeurs Keith Moffatt et Yutaka Shimomura ont mathématiquement modélisé ce phénomène et ont fait paraître leurs résultats en 2002 dans le magazine Nature.
Ils considèrent l'œuf comme un sphéroïde en rotation qui subit différentes forces. Ils ont déterminé que le frottement entre l'œuf et la surface sur laquelle il tourne produit un effet gyroscopique. Cet effet transforme une partie de l’énergie cinétique en énergie potentielle, ce qui entraîne alors l’élévation du centre de gravité de l'œuf.
Lorsque l'œuf tourne, il touche la surface en un point unique qui décrit un cercle. Si la texture de la surface de contact est ni trop lisse ni trop rugueuse, alors l'œuf glisse légèrement tout en tournant. Ce glissement ralentit légèrement la rotation. Ceci a pour conséquence d'incliner l'œuf, soulevant l'un de ses sommets. À ce moment l’effet gyroscopique entre en jeu et une partie de l'énergie cinétique se transforme en énergie potentielle, ce qui amène l'œuf à se dresser. Lorsque le sommet se soulève, il se rapproche de son axe de rotation, ce qui augmente sa vitesse de rotation. Cette augmentation favorise le maintien de l'œuf en position verticale.